# New Straits Times
New Straits Times — малайзийская ежедневная газета на английском языке. Основана в 1845 году и является старейшей (но не первой) газетой Малайзии. До 1965 года носила название The Straits Times. До 2005 года была единственной широкоформатной англоязычной газетой в Малайзии. С 18 апреля 2005 года издаётся в таблоидном формате. Главный редактор — С. Н. С. Харун. Публикуется издательством New Straits Times Press, которое входит в медиаконцерн Media Prima. Разовый тираж газеты составляет 200 000 экземпляров.